# Кадьяцький архіпелаг

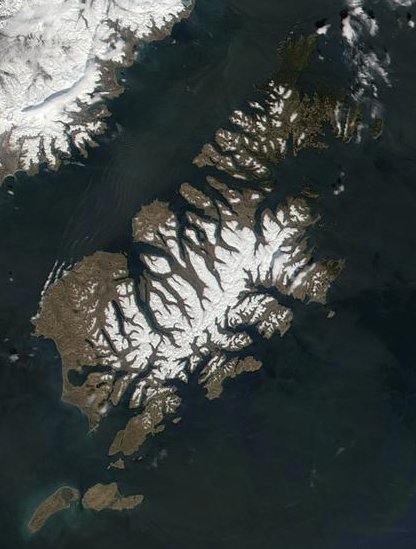
Супутниковий знімок Кадьяцького архіпелагу

Кадьяцький архіпелаг (англ. Kodiak Archipelago) — група островів, розташована на схід від півострова Аляска, в південній частині американського штату Аляска, приблизно за 405 км на південний захід від Анкориджа. Станом на 2003 рік населення архіпелагу становило 13 913 осіб. Найбільші острови архіпелагу разом із прилеглою вузькою смугою узбережжя Аляски складають боро острова Кадьяк.

## Географія
Архіпелаг відділений від материка протокою Шеліхова завширшки близько 40 км. У довжину, з південного заходу на північний схід, архіпелаг простягається на 285 км, а в ширину — на 108 км. 
Архіпелаг складається зі 186 островів, найбільшим з яких є Кадьяк, а другим за розмірами — Афогнак, розташований лише за 5 км на північ від Кадьяка. Ще північніше розташований острів Шуяк. Крім того, до Кадьяцького архіпелагу входять острови Баррен, Семіді, Спрус, Чірікова, а також багато дрібних островів навколо Кадьяка.
Загальна площа островів архіпелагу становить 13 890 км². На них є близько 40 невеликих льодовиків і багато струмків. Велика частина архіпелагу вкрита лісом. Тут живе багато наземних і морських тварин, зокрема кадьяцькі бурі ведмеді (Ursus arctos middendorffi), найбільші бурі ведмеді у світі. Велика частина архіпелагу входить до Кадьяцького національного природного заповідника.